# Парєнь
Парєнь (рос. Парень) — село у Пенжинському районі Камчатського краю Російської Федерації.
Населення становить 65 осіб. Входить до складу муніципального утворення міжпоселеннєва територія.

## Історія
До 1 червня 2007 року у складі Коряцького автономного округу Камчатської області, відтак у складі Камчатського краю. Згідно із законом від 2 грудня 2004 року органом місцевого самоврядування є міжпоселеннєва територія.

## Населення
| 2002 | 2006 | 2009 | 2010 | 2013 | 2014 |
| ---- | ---- | ---- | ---- | ---- | ---- |
| 102  | ↘80  | ↘66  | ↘61  | ↗64  | ↗65  |